# Corsept
Corsept (bret. Korzed) – miejscowość i gmina we Francji, w regionie Kraj Loary, w departamencie Loara Atlantycka.
Według danych na rok 2010 gminę zamieszkiwały 2742 osoby, a gęstość zaludnienia wynosiła 115 osób/km².